# J'aime les filles (bande dessinée)
Pour les articles homonymes, voir J'aime les filles.
J'aime les filles est un album de bande-dessinée de Diane Obomsawin, traduit en anglais par On Loving Women en 2014. Le titre est un clin d’œil à la chanson de Jacques Dutronc.

## Résumé
L'album comporte dix courts récits de premières rencontres lesbiennes.

## Adaptation
J'aime les filles est adapté en partie (Les Histoires de Mathilde, de Charlotte, de Marie et de Diane) en court-métrage de 8 minutes par l'Office national du film du Canada en 2016. Il est scénarisé par l'autrice.